# Joachim Lelewel

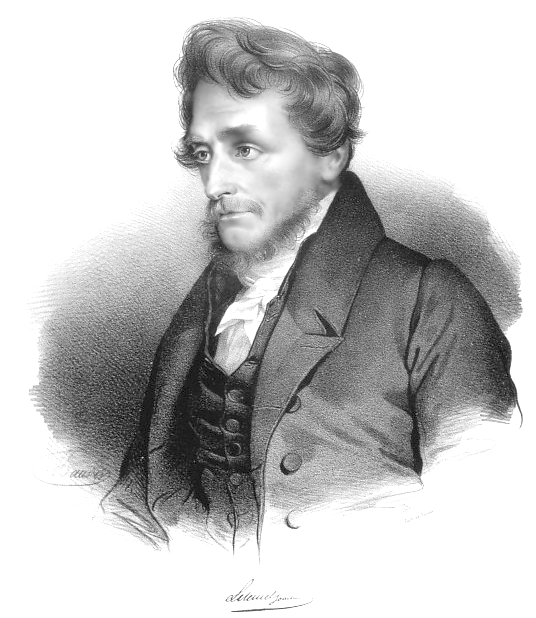
Joachim Lelewel.

Joachim Lelewel, född 22 mars 1786 i Warszawa, död 29 maj 1861 i Paris, var en polsk historiker.
Lelewel blev 1815 professor i historia vid Vilnius universitet, där han började utge den litterära veckotidskriften "Tygodnik Wilenski". Efter en framgångsrik akademisk verksamhet avsattes han 1824 från professuren, då de politiska förföljelserna mot de polska studenterna i Litauen, däribland Adam Mickiewicz, inleddes. Vid 1830 års revolution i Warszawa blev Lelewel medlem av den provisoriska regeringen och skötte kultusministeriet. Han utvandrade sedan till Paris, där han för politiskt skriftställeri dömdes till utvisning (1833). Under stor ekonomisk nöd vistades han sedan i Bryssel; först 1861 fick han tillstånd att återvända till Frankrike, men dog på vägen och begravdes på Montmartre.
Sitt banbrytande, mycket produktiva historiska författarskap, byggt på kritiska källforskningar, inledde Lelewel 1831 med en jämförande studie om Polen och Spanien under 1500- till 1700-talet, Historyczna parallela Hiszpanii z Polską w wieku XVI–XVIII. Hans märkligaste arbeten är Bibliografcznych ksiąg dvoje (1823–26), en värdefull skrift om polska inkunabler och sällsynta böcker, Numismatique du moyen âge (1835), Études numismatiques et archéologiques (1840), Considérations sur l'etat politique de l'ancienne Pologne et sur l'histoire de son peuple (1844), Géographie du moyen-âge (fem delar, 1850–57) och Polska, dzieje i rzeczy jej (1851–64; många upplagor), en historia över Polen, varpå han började arbeta redan 1829. Om hans vetenskapliga verksamhet skrev Tadeusz Korzon en studie i "Kwartalnik historyczny" 1897.